# Lampione
Lampione (wł. Isola di Lampione; dosłownie z języka włoskiego latarnia; syc. Lampiuni lub Scoglio degli scolari, czyli skała uczniów) – mała, skalista wysepka pochodzenia wulkanicznego na Morzu Śródziemnym, należąca do archipelagu Wysp Pelagijskich, długa na 700 i szeroka na 180 metrów, z najwyższym punktem wznoszącym się 36 m n.p.m.
Administracyjnie Lampione należy do Włoch i wchodzi w skład gminy Lampedusa e Linosa, prowincji Agrigento, w regionie Sycylia.
Wysepka jest niezamieszkana, jedynym budynkiem na wyspie jest nieczynna latarnia morska. Zgodnie z legendą wyspa była kamieniem, który wypadł z dłoni Cyklopa.
Lampione jest częścią rezerwatu Riserva Marina Isole Pelagie i podlega ścisłej ochronie. W skład fauny wyspy wchodzą liczne migrujące ptaki oraz Armadillidium hirtum pelagicum, lądowy skorupiak. Na wyspie występują koniki polne pozbawione skrzydeł. W okolicznych wodach występują rekiny, łącznie z gatunkiem Carcharhinus plumbeus, homary, langusty oraz różnorakie żółte i różowe koralowce.

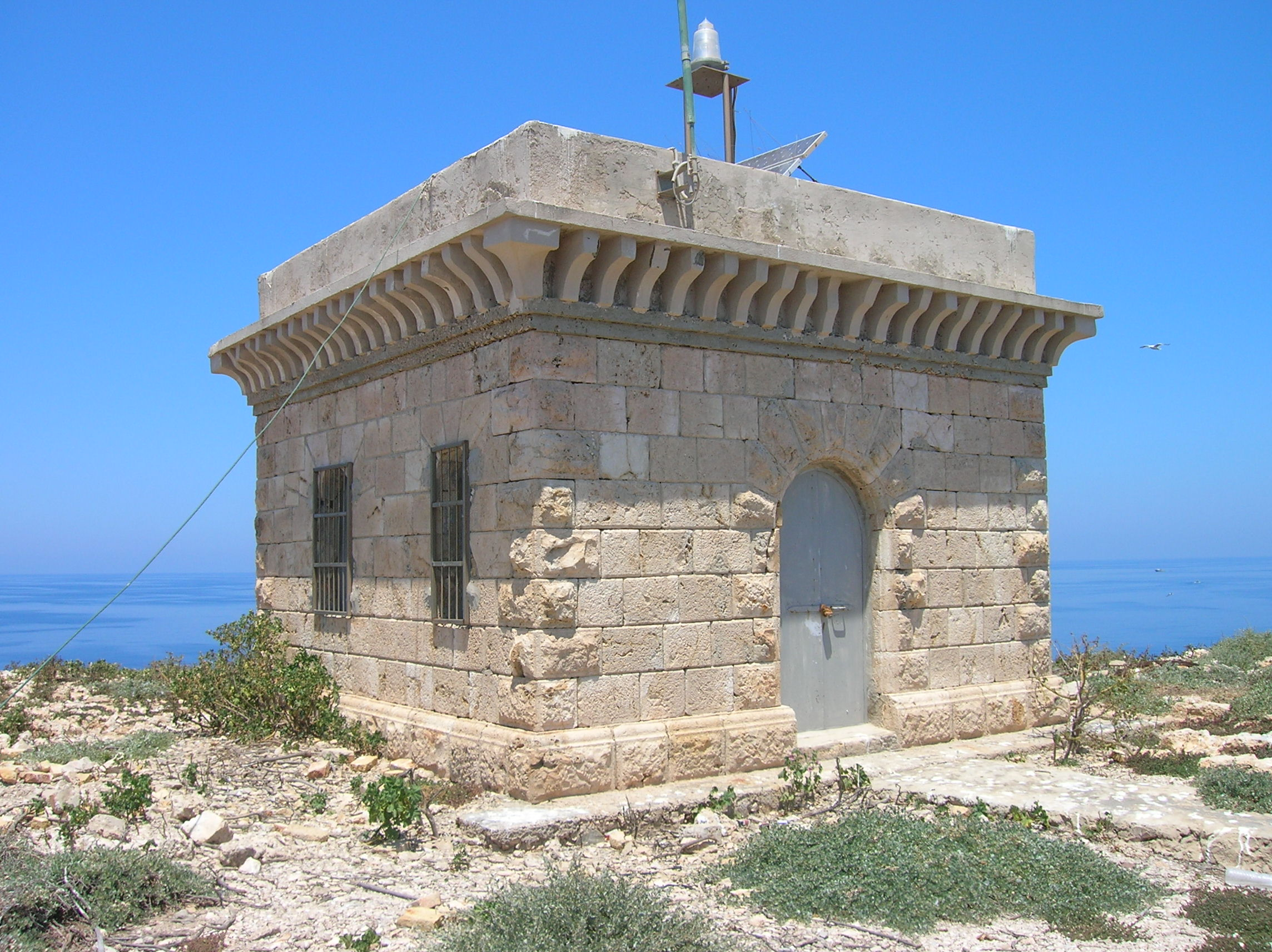
Nieczynna latarnia morska na Lampione